# Michał Gajownik
Michał Gajownik (Chrzanów, 15 de diciembre de 1981 - Chrzanów, 13 de noviembre de 2009) fue un deportista polaco que compitió en piragüismo en la modalidad de aguas tranquilas. Ganó tres medallas en el Campeonato Mundial de Piragüismo entre los años 2002 y 2005, y cinco medallas en el Campeonato Europeo de Piragüismo entre los años 2000 y 2005.

## Palmarés internacional
| Campeonato Mundial | Campeonato Mundial | Campeonato Mundial | Campeonato Mundial |
| Año                | Lugar              | Medalla            | Competición        |
| ------------------ | ------------------ | ------------------ | ------------------ |
| 2002               | Sevilla (España)   | Medalla de oro     | C4 1000 m          |
| 2005               | Zagreb (Croacia)   | Medalla de oro     | C4 1000 m          |
| 2005               | Zagreb (Croacia)   | Medalla de bronce  | C4 500 m           |
| Campeonato Europeo |                    |                    |                    |
| Año                | Lugar              | Medalla            | Competición        |
| 2000               | Poznań (Polonia)   | Medalla de oro     | C2 1000 m          |
| 2001               | Milán (Italia)     | Medalla de bronce  | C4 200 m           |
| 2001               | Milán (Italia)     | Medalla de bronce  | C4 1000 m          |
| 2005               | Poznań (Polonia)   | Medalla de plata   | C4 500 m           |
| 2005               | Poznań (Polonia)   | Medalla de plata   | C4 1000 m          |